# Cremnophila
Cremnophila es un género con dos especies de plantas con flores de la familia Crassulaceae.   Comprende 2 especies descritas y  aceptadas.

## Taxonomía
El género fue descrito por Joseph Nelson Rose y publicado en Baileya 19: 145. 1975. La especie tipo es: Cremnophila nutans

## Especies aceptadas
A continuación se brinda un listado de las especies del género Cremnophila aceptadas hasta enero de 2014, ordenadas alfabéticamente. Para cada una se indica el nombre binomial seguido del autor, abreviado según las convenciones y usos.
- Cremnophila linguifolia (Lem.) Moran
- Cremnophila nutans Rose